# خورخي سامباولي
خورخي سامباولي (بالإسبانية: Jorge Luis Sampaoli Moya)‏ ، لاعب كرة قدم أرجنتيني سابق، ومدرب منتخب الأرجنتين لكرة القدم السابق.
بدأ خورخي سامباولي ممارسة كرة القدم كهاوي، لكنه تعرض لإصابة شديدة في القدم الأمر الذي جعله يعتزل الكرة وهو بعمر التاسعة عشرة. حقق مع نادي أونيفرسيداد دي تشيلي كمدرب ثلاث بطولات في الدوري التشيلي كما حقق معهم كأس أندية أمريكا الجنوبية 2011، الأمر الذي شجع المسؤولين عن المنتخب التشيلي للتعاقد معه كمدرب.

## روابط خارجية
- خورخي سامباولي على موقع الاتحاد الدولي (مؤرشف)  (الإنجليزية)
- خورخي سامباولي على موقع قاعدة بيانات كرة القدم.إي يو (الإنجليزية)
- خورخي سامباولي على موقع ناشيونال فوتبول تيمز (الإنجليزية)
- خورخي سامباولي على موقع Soccerbase.com (مدرب) (الإنجليزية)
- خورخي سامباولي على موقع Soccerway.com (الإنجليزية)
- خورخي سامباولي على موقع عالم كرة القدم.نت (الإنجليزية)
- خورخي سامباولي على موقع كووورة